# Бєсов Віктор Денисович
Віктор Денисович Бєсов (1907, станція Тайга Томської губернії, тепер місто Кемеровської області, Російська Федерація — 30 жовтня 1963, місто Москва, тепер Російська Федерація) — радянський діяч, голова Новосибірського міськвиконкому, 2-й секретар ЦК КП(б) Киргизії. 

## Життєпис
Народився в родині залізничника. З 1914 року разом із братом та сестрою виховувався у притулках. З 1914 до 1918 року навчався в парафіяльній школі при притулку станції Тайга.
У 1918—1922 роках — учень кустарних майстерень. У 1922—1926 роках — учень, помічник та токар паровозного депо станції Тайга. Член комсомолу з 1923 до 1929 року.
У 1925—1926 роках — слухач вечірньої однорічної школи радянського та партійного будівництва на станції Тайга.
Член ВКП(б) з 1926 року.
У березні 1926 — 1927 року — секретар колективу ВЛКСМ та завідувач економічного центру районного комітету ВЛКСМ. З 1927 до березня 1929 року — представник Сибірського крайового комітету ВЛКСМ у Дорпрофсожі (дорожньому комітеті спілки працівників залізничного транспорту) Томської залізниці в місті Томську.
З березня 1929 року — завідувач страхової каса при дорожньому комітеті Томської залізниці в Томську.
У 1929 — березні 1930 року — голова Томської районної Спілки сільськогосподарських кооперативів. У 1930—1931 роках працював у Томській окружній Спілці сільськогосподарських кооперативів Західно-Сибірського краю.
У 1931 році — токар, помічник начальника депо з масово-виробничої роботи, начальник відділу кадрів економічного району Народного комісаріату шляхів сполучення СРСР в Новосибірську.
У листопаді 1931 — жовтні 1935 року — секретар партійного комітету депо станції Тайга Західно-Сибірського краю; завідувач організаційно-інструкторського відділу районного комітету ВКП(б); секретар партійного комітету депо.
У жовтні 1935 — лютому 1936 року — відповідальний інструктор політичного відділу Томської залізниці в Новосибірську.
У лютому 1936 — 1937 року — партійний організатор ЦК ВКП(б) паровозного депо станції Бєлово.
У 1937—1938 роках — відповідальний інструктор політичного відділу Народного комісаріату шляхів сполучення СРСР станції Грязі Південно-Східної залізниці Воронезької області.
У лютому 1938 — січні 1939 року — відповідальний інструктор політичного відділу, секретар партійного комітету ВКП(б) Управління Томської залізниці в Новосибірську.
У січні — грудні 1939 року — секретар Кагановицького районного комітету ВКП(б) міста Новосибірська.
У грудні 1939 — січні 1940 року — голова Новосибірської міської ради. У січні 1940 — квітні 1941 року — голова виконавчого комітету Новосибірської міської ради депутатів трудящих.
У березні 1941 — липні 1942 року — секретар Новосибірського обласного комітету ВКП(б) з місцевої та легкої промисловості.
З липня 1942 до липня 1943 року працював відповідальним організатором Управління кадрів ЦК ВКП(б) у Москві.
У липні 1943 — 10 вересня 1945 року — секретар, 10 вересня 1945 — жовтень 1948 року — 3-й секретар, у жовтні 1948 — грудні 1949 року — секретар Татарського обласного комітету ВКП(б).
З 2 грудня 1949 до 1950 року — інспектор ЦК ВКП(б) у Москві. 
7 липня 1950 — 9 січня 1952 року — 2-й секретар ЦК КП(б) Киргизії.
28 листопада 1951 — 29 травня 1953 року — заступник завідувача сектору транспортного відділу ЦК ВКП(б).
29 травня — червень 1953 року — заступник керуючого справами Ради міністрів РРФСР із кадрів.
У червні 1953 — листопаді 1962 року — інспектор Ради міністрів РРФСР.
З листопада 1962 року — персональний пенсіонер союзного значення в Москві.
Помер 30 жовтня 1963 року в Москві.

## Нагороди
- два ордени Трудового Червоного Прапора
- медалі